# Трилемма Мюнхгаузена
Триле́мма Мюнхга́узена — данное Хансом Альбертом (англ. Hans Albert) метафорическое название аргумента о невозможности полного логического обоснования всех предложений системы, поскольку при обосновании одних предложений используются другие, которые в свою очередь требуют обоснования.
Имеющиеся возможности:
1. регресс в бесконечность;
2. логический круг;
3. догматический аргумент (см. аксиома, догмат, фундаментализм).

Первая и вторая возможности не ведут к построению обоснованной системы, поэтому обычно реализуется третья возможность, причём место разрыва избирается по принципу «очевидности» (самоочевидности или соответствия непосредственным опытным наблюдениям).